# 特里泰利尼基
49°29′17″N 26°32′28″E / 49.48806°N 26.54111°E
特里泰利尼基（烏克蘭語：Трительники）是位於烏克蘭西部的村莊，由赫梅利尼茨基州裡赫梅利尼茨基區的納爾凱維奇市鎮負責管轄。該村面積1.48平方公里，海拔高度311米，2001年人口320，人口密度每平方公里217人。